# 96
Glej tudi: število 96
96 (XCVI) je bilo prestopno leto, ki se je po julijanskem koledarju začelo na petek.

## Dogodki
- 1. januar

## Smrti
- Domicijan, 11. cesar Rimskega cesarstva (* 51)